# Uniform
En uniform betegner egentlig et særligt sæt tøj, som en organisation har valgt at klæde organisationsmedlemmerne i. Ordet forbindes således med f.eks. en politiuniform – altså særligt tøj for politibetjente.
Målet med uniformen er, 1) at vise, at bæreren har et særligt tilhørsforhold og derfor ikke må forveksles med andre organisationers uniformer. 2) at indtrykket af de, der bærer uniformen, bliver uafhængigt af klasse og tøjvalg. Derudover kan uniformen være udført på en særlig måde, der er velegnet til bærerens funktion. Eksempelvis skal en brandmands uniform være særligt slidstærk, mens en soldat skal kunne "gemme" sig i terrænet. 
Distinktioner kan være en del af uniformen for at skelne internt mellem graderne.

## Eksempler på uniformer
- Amerikansk general
- Tyske brandmænd
- Franske kokkeelever
- Buddhistiske munke
- Anglikansk præst
- Den katolske pave
- Amerikansk soldat i ørken
- Thailandsk politibetjent
- Dansk spejder